# Portada/article abril 21
Heroi dels alemanys i respectat pels seus enemics durant la Primera Guerra Mundial, Manfred von Richthofen era membre d'una família aristocràtica i, per tant, tenia molts familiars de renom. És internacionalment conegut com el Baró Roig.

## Manfred von Richthofen
Manfred Albrecht Freiherr von Richthofen (Breslau, Imperi Alemany, 2 de maig de 1892 – cresta de Morlancourt, prop de Vaux-sur-Somme, França, 21 d'abril de 1918) fou un aviador de combat alemany de la Luftstreitkräfte. És considerat l'as d'asos de la Primera Guerra Mundial; està oficialment acreditat amb 80 victòries.
Heroi dels alemanys i respectat pels seus enemics durant la Primera Guerra Mundial, Manfred von Richthofen era membre d'una família aristocràtica i, per tant, tenia molts familiars de renom. És internacionalment conegut com el Baró Roig.
Quasi 100 anys després que fos abatut, encara avui no se sap exactament qui fou el causant de la seva mort. Diverses teories han aparegut i s'han descartat des de llavors, però encara continua despertant l'interès de diversos investigadors que volen resoldre un dels fets més misteriosos de la Primera Guerra Mundial.